# Haniffia
Haniffia là một chi thực vật trong họ Zingiberaceae. Nó được Richard Eric Holttum mô tả năm 1950.

## Các loài
Tại thời điểm năm 2021, chi này chứa 4 loài đã biết, phân bố trong khu vực từ Thái Lan đến Malaysia (gồm cả phần trên đảo Borneo):
- Haniffia albiflora K.Larsen & J.Mood, 2000 - Tỉnh Narathiwat, miền nam Thái Lan.
- Haniffia cyanescens (Ridl.) Holttum, 1950 - Bán đảo Mã Lai.
- Haniffia flavescens Y.Y.Sam & Julius, 2009 - Miền nam bán đảo Mã Lai.
- Haniffia santubongensis S.Y.Wong & P.C.Boyce, 2014 - Kuching, Malaysia (trên đảo Borneo).